# Aspergillus bombycis
Aspergillus bombycis är en svampart som beskrevs av S.W. Peterson, Yoko Ito, B.W. Horn & T. Goto 2001. Aspergillus bombycis ingår i släktet Aspergillus och familjen Trichocomaceae.   Inga underarter finns listade i Catalogue of Life.